# Beat ablak
A Beat ablak a Bergendy-együttes első nagylemeze, melyen angol nyelvű dalok feldolgozásai hallhatók. 

## Története
Az MHV, az 1970-es évek elején a Bergendy-együttessel csak külföldi, neves előadók és együttesek angol nyelvű dalainak feldolgozásait volt hajlandó lemezre rögzíteni, egészen az 1972 januárjában megjelenő Bergendy lemezig, amelyen már magyar dalok kaptak helyet. A Beat ablak 1971 vége fele látott napvilágot az MHV–Pepita gondozásában. A lemez hat különféle borítóval jelent meg, ezek közül is az első magyar változatnak a „szivárványos" borítós verziót lehet tekinteni, amely citromsárga Pepita lemezcímkével jelent meg. Érdekessége ennek a változatnak, hogy a lemezborítón még az "LPX 17432"-es katalógusszám található, amely még a mono hanglemezes kiadványokra utal. Azonban ennek az LP-nek nem létezik mono változata, mindegyik Beat ablak hanglemez kiadvány sztereo változatként lett értékesítve. 
Az első változatból viszonylag kevés példányt készítettek, éppen ezért még 1971 legvégén, az MHV megjelentetett egy újabb változatot, amelynek nem volt saját borítója. Egységes tasakban jelent meg, ez volt a „tánczenés" borító, amely úgyszintén citromsárga Pepita lemezcímkével jelent meg és a katalógusszáma „SLPX 17432" volt. Ebből a változatból sem készült sokkal több, mint az elsőből, ezért 1972 első felében hamarosan újabb verzió került a boltokba. Ez a kiadás a legérdekesebbnek számít a Beat ablak lemezkiadásai közül, amelyből még kevesebb létezik és éppen ezért ritkaságnak és értékesebbnek is számít, mint az előző két változat. Ez volt a „műanyagtasakos” verzió, amely szintén citromsárga lemezcímkével jelent meg. Ezzel a változattal lezárult a citromsárga Pepita lemezcímkék sorozata, a többi változat már narancssárga Pepita címkékkel jelent meg. 
A következő magyar változat 1972 közepén került a boltokba, amely szintén egy érdekes kiadványnak számít. A borítóján a Budai Ifjúsági Park színpada látható, fekete-fehér kivitelben, azonban az érdekessége abban rejlik, hogy a borítóján "LPX 17432" katalógusszám található, míg a lemezen "SLPX 17432". Hozzá kell tenni, hogy az 1970-es évek elején előfordultak ilyen "bakik", lásd a Tolcsvayék és a Trió LP-t, amelynek egy ugyanilyen borítós változata nagyjából ugyanekkor jelent meg, és ugyanez a hiba megtalálható rajta is. Az "Ifi Park" borítós változat volt az utolsó, amely nagyobb példányszámban megjelent Magyarország-on. 1972 vége fele jött két exportváltozat, az első az angol piacra szólt. A borítójára kék alapon, zöld és sárga színnel írták rá a címet, Bergendy, ezt a változatot az 1972-ben megjelenő Bergendy nevet viselő album ellenére, tévesen Bergendy lemeznek is szokták nevezni. A lemezcímkéje narancssárga Pepita címke volt. A második a szovjet exportra készült, Популярные шлягеры címmel (am. „népszerű slágerek”), amelynek borítóján egy virágos mező látható, az együttes neve és az album címe pedig orosz nyelven volt feltüntetve. A lemezcímkéje narancssárga színű Pepita címke volt, melyre a dalok címei orosz nyelven kerültek fel.

## Az album dalai

### A oldal
1. Tramp – Részlet (O. Redding – L. Fulsom – J. McCracklin)
2. The Neanderthal Man (Codley)
3. The Witch (Hildebrant)
4. Black Night (Ritchie Blackmore)
5. Tip Toe Trou' The Tulips With Me... 	(C. Brown – Tiny Tim)
6. Montego Bay (Bobby Bloom)
7. In The Summertime (Mungo Jerry)

### B oldal
1. Aquarius, Let The Sunshine In (Rado – Ragni – McDermant)
2. My Sweet Lord (George Harrison)
3. 25 Or 6 To 4 (R. Lamm)
4. Gimme Dat Ding (R. Greenaway – Cook)
5. Show Me Your Hand (R. Greenaway – Cook)
6. Dizzy (Tommy Roe)
7. Tramp – Részlet (O. Redding – L. Fulsom – J. McCracklin)

## Közreműködők
- Bergendy István – altszaxofon, baritonszaxofon, klarinét, háttérvokál
- Bergendy Péter – tenorszaxofon, baritonszaxofon, furulya, háttérvokál
- Debreczeni Csaba – dob
- Demjén Ferenc – ének, basszusgitár
- Hajdu Sándor – trombita, háttérvokál
- Latzin Norbert – zongora, Hammond-orgona, háttérvokál
- Oroszlán György – gitár, háttérvokál

Valamint közreműködik:
- Az MHV Vonós Tánczenekara (Az "A" oldal 3; 5. valamint a "B" oldal 6. számában.)

Produkció
- Serédi István – zenei rendező
- Radányi Endre – hangmérnök